# Marek Šindler
Marek Šindler (Opava, 21 de julio de 1992) es un deportista checo que compite en piragüismo en la modalidad de eslalon. Ganó dos medallas en el Campeonato Mundial de Piragüismo en Eslalon, oro en 2013 y bronce en 2014, y siete medallas en el Campeonato Europeo de Piragüismo en Eslalon entre los años 2012 y 2018.

## Palmarés internacional
| Campeonato Mundial | Campeonato Mundial          | Campeonato Mundial | Campeonato Mundial |
| Año                | Lugar                       | Medalla            | Competición        |
| ------------------ | --------------------------- | ------------------ | ------------------ |
| 2013               | Praga (República Checa)     | Medalla de oro     | C2 por equipos     |
| 2014               | Deep Creek (Estados Unidos) | Medalla de bronce  | C2 por equipos     |
| Campeonato Europeo |                             |                    |                    |
| Año                | Lugar                       | Medalla            | Competición        |
| 2012               | Augsburgo (Alemania)        | Medalla de plata   | C2 por equipos     |
| 2014               | Viena (Austria)             | Medalla de bronce  | C2 por equipos     |
| 2015               | Markkleeberg (Alemania)     | Medalla de plata   | C2 por equipos     |
| 2017               | Tacen (Eslovenia)           | Medalla de bronce  | C2 individual      |
| 2017               | Tacen (Eslovenia)           | Medalla de bronce  | C2 por equipos     |
| 2018               | Praga (República Checa)     | Medalla de oro     | C2 individual      |
| 2018               | Praga (República Checa)     | Medalla de plata   | C2 por equipos     |